# IC 4799
IC 4799 — галактика типу SBab () у сузір'ї Павич.
Цей об'єкт міститься в оригінальній редакції індексного каталогу.